# 25th Infantry Division (United States Army)
La 25th Infantry Division è una divisione di fanteria dell'Esercito degli Stati Uniti, sotto il controllo operativo dello United States Army Pacific. I suoi quartier generali sono situati presso le Schofield Barracks, nelle Hawaii.

## Organizzazione
Al gennaio 2024, la Divisione comprende le seguenti unità:
- Division Headquarters & Headquarters Battalion - "Defenders"
  -  Headquarters & Support Company
  -  Operations Company
  -  Signal, Intelligence & Sustainment Company
  - 25th Infantry Division Band

- 2nd Infantry Brigade Combat Team
  -  Headquarters & Headquarters Company
  -  1st Battalion, 21st Infantry Regiment
    -  Headquarters & Headquarters Company
    -  Company A
    -  Company B
    -  Company C
    -  Company D (Weapons)

  -  1st Battalion, 27th Infantry Regiment
    -  Headquarters & Headquarters Company
    -  Company A
    -  Company B
    -  Company C
    -  Company D (Weapons)

  - 1st Battalion, 151st Infantry Regiment, Indiana Army National Guard
  -  2nd Squadron, 14th Cavalry Regiment
    -  Headquarters & Headquarters Troop
    -  Troop A
    -  Troop B
    -  Troop C

  -  2nd Battalion, 11th Field Artillery Regiment
    -  Headquarters & Headquarters Battery
    -  Battery A
    -  Battery B
    -  Battery C

  -  65th Brigade Engineer Battalion
    -  Headquarters & Headquarters Company
    -  Company A (Combat Engineer)
    -  Company B (Combat Engineer)
    -  Company C (Signal Network Support)
    -  Company D (-) (Military Intelligence)
      - TUAS Platoon - Equipaggiato con 4 RQ-7B Shadow

  -  225th Brigade Support Battalion
    -  Headquarters & Headquarters Company
    -  Company A (DISTRO)
    -  Company B (Maint)
    -  Company C (MED)
    -  Company D (Forward Support), aggregata al 2nd Squadron, 14th Cavalry Regiment
    -  Company E (Forward Support), aggregata al 65th Brigade Engineer Battalion
    -  Company F (Forward Support), aggregata al 2nd Battalion, 11th Field Artillery Regiment
    -  Company G (Forward Support), aggregata al 1st Battalion, 21st Infantry Regiment
    -  Company H (Forward Support), aggregata al 1st Battalion, 27th Infantry Regiment
- 3rd Infantry Brigade Combat Team - "Broncos"
  -  Headquarters & Headquarters Company
  -  2nd Battalion, 27th Infantry Regiment - "Wolfhound" 
    -  Headquarters & Headquarters Company
    -  Company A
    -  Company B
    -  Company C
    -  Company D (Weapons)

  -  2nd Battalion, 35th Infantry Regiment - "Cacti"
    -  Headquarters & Headquarters Company
    -  Company A
    -  Company B
    -  Company C
    -  Company D (Weapons)

  -  100th Battalion, 442nd Infantry Regiment (USARC)
    -  Headquarters & Headquarters Company
    -  Company A
    -  Company B
    -  Company C
    -  Company D (Weapons)

  -  3rd Squadron, 4th Cavalry Regiment - "Raider"
    -  Headquarters & Headquarters Troop
    -  Troop A
    -  Troop B
    -  Troop C

  -  3rd Battalion, 7th Field Artillery Regiment - "Steel"
    -  Headquarters & Headquarters Battery
    -  Battery A
    -  Battery B
    -  Battery C

  -  29th Brigade Engineer Battalion
    -  Headquarters & Headquarters Company
    -  Company A (Combat Engineer)
    -  Company B (Combat Engineer)
    -  Company C (Signal Network Support)
    -  Company D (-) (Military Intelligence)
      - TUAS Platoon - Equipaggiato con 4 RQ-7B Shadow

  - 325th Brigade Support Battalion
    -  Headquarters & Headquarters Company
    -  Company A (DISTRO)
    -  Company B (Maint)
    -  Company C (MED)
    -  Company D (Forward Support), aggregata al 3rd Squadron, 4th Cavalry Regiment
    -  Company E (Forward Support), aggregata al 29th Brigade Engineer Battalion
    -  Company F (Forward Support), aggregata al 3rd Battalion, 7th Field Artillery Regiment
    -  Company G (Forward Support), aggregata al 2nd Battalion, 27th Infantry Regiment
    -  Company H (Forward Support), aggregata al 2nd Battalion, 35th Infantry Regiment
    -  Company J (Forward Support), aggregata al 100th Battalion, 442nd Infantry Regiment

- Combat Aviation Brigade
  -  Headquarters & Headquarters Company
  -  1st Attack Reconnaissance Battalion, 25th Aviation Regiment, Fort Wainwright, Alaska - "Arctic Attack" 
    -  Headquarters & Headquarters Company
    -  Company A (Attack/Recon) - Equipaggiata con 8 AH-64D
    -  Company B (Attack/Recon) - Equipaggiata con 8 AH-64D
    -  Company C (Attack/Recon) - Equipaggiata con 8 AH-64D
    -  Company D (AVUM)
    -  Company E (Forward Support)

  -  3rd General Support Battalion, 25th Aviation Regiment - "Hammerhead"
    -  Headquarters & Headquarters Company
    -  Company A (Command) - Equipaggiata con 8 UH-60M
    -  Company B (Heavy Lift) - Equipaggiata con 12 CH-47H
    -  Company C (MEDEVAC) - Equipaggiata con 15 HH-60M
    -  Company D (AVUM)
    -  Company E (Forward Support)
    -  Company F (ATS)

  -  2nd Assault Helicopter Battalion, 25th Aviation Regiment -"Diamond Head"
    -  Headquarters & Headquarters Company
    -  Company A (Assault) - Equipaggiata con 10 UH-60M
    -  Company B (Assault) - Equipaggiata con 10 UH-60M
    -  Company C (Assault) - Equipaggiata con 10 UH-60M
    -  Company D (AVUM)
    -  Company E (Forward Support)

  -  2nd Heavy Attack Reconnaissance Squadron, 6th Cavalry Regiment - "Lightning Horse"
    -  Headquarters & Headquarters Troop
    -  Troop A (Attack/Recon) - Equipaggiata con 8 AH-64D e 4 RQ-7B Shadow
    -  Troop B (Attack/Recon) - Equipaggiata con 8 AH-64D e 4 RQ-7B Shadow
    -  Troop C (Attack/Recon) - Equipaggiata con 8 AH-64D e 4 RQ-7B Shadow
    -  Troop D (AVUM)
    -  Troop E (Forward Support)

  -  Company D, 25th Aviation Regiment - Equipaggiata con 12 MQ-1C Gray Eagle
  -  209th Aviation Support Battalion - "Lobos" 
    -  Headquarters & Headquarters Company
    -  Company A (DISTRO)
    -  Company B (AVIM)
    -  Company C (Signal Network)
- Field Artillery Brigade
  -  Headquarters & Headquarters Battery, Division Artillery
- Sustainment Brigade, 25th Infantry Division
  - Headquarters & Headquarters Company
  - Special Troops Battalion
    -  Headquarters & Headquarters Company

  - 524th Combat Sustainment Support Battalion
    -  Headquarters & Headquarters Company
    -  40th Quartermaster Company
    -  540th Quartermaster Company
    -  536th Support Maintenance Company
    -  25th Transportation Company (Light-Medium Truck)
    -  545th Transportation Company
      - 163rd Transportation Detachment (Logistic Support Vessel)
      - 605th Transportation Detachment (Logistic Support Vessel) - Equipaggiato con la USAV Major General Robert Smalls (LSV-8)

## Storia

### Seconda guerra mondiale
Dopo che i giapponesi presero di mira le Schofield Barracks il 7 dicembre 1941, la 25th Infantry Division si spostò sulle posizioni costiere in difesa di Honolulu e delle pianure di Ewa. Successivamente ad un addestramento intensivo, la divisione si trasferì a Guadalcanal il 25 novembre 1942 per rimpiazzare i Marines vicino Henderson Field. I primi elementi sbarcarono presso Tenaru River il 17 dicembre 1942, ed entrarono in combattimento il 10 gennaio 1943, partecipando all'assedio di Kokumbona e alla riduzione della sacca di Mount Austen in uno dei più duri combattimenti della campagna del Pacifico. La minaccia di grandi attacchi del nemico causò una temporanea ripiegata, ma elementi della divisione sotto il controllo del XIV Corps rimpiazzarono la 147th Infantry Division e avviarono l'avanzata su Cape Esperance. La congiunzione di queste unità con le Americal Division Forces presso il capo il 5 febbraio 1943, portò a termine la resistenza nemica organizzata. Seguì un periodo di servizio di presidio, terminato il 21 luglio, in questa data elementi dell'avanzata sbarcarono a Munda, Nuova Georgia. La 35th Infantry Division, sotto il controllo delle Northern Landing Force, partecipò alla cattura di Vella Lavella dal 15 agosto al 15 settembre 1943. Nel frattempo, altri elementi sbarcarono sulla Nuova Georgia, prese Zieta, marciò attraverso la giungla per 19 giorni e catturò Bairoko Harbor, conquistando interamente l'isola. Elementi ripulirono Arundel Island il 24 settembre 1943 e Kolombangara con il suo importante aeroporto di Vila il 6 ottobre. La resistenza organizzata sulla Nuova Georgia terminò il 25 agosto e la divisione si trasferì in Nuova Zelanda per riposarsi ed addestrarsi, con gli ultimi uomini che arrivarono il 5 dicembre. La 25th fu trasferita in Nuova Caledonia tra il 3 febbraio e il 14 marzo 1944, per continuare l'addestramento.
La divisione sbarcò nell'area di San Fabian sull'isola di Luzon l'11 gennaio 1945 per entrare nella battaglia per la liberazione delle Filippine. Si dispiegò attraverso le pianure centrali di Luzon, incontrando il nemico a Binalonan il 17 gennaio. Spostandosi attraverso le risaie, la 25th occupò Umingan, Lupao e San Josè e distrusse una gran parte delle truppe nipponiche sull'isola. Il 21 febbraio, la divisione iniziò le operazioni sulle montagne Caraballo. Combatté a suo modo lungo la Highway no.5, prendendo Digdig, Putlan e Kapintalan subendo violenti contrattacchi nemici e prese il Passo di Balete il 13 maggio ed aprendo il varco per la valle di Cagayan il 27 maggio con la cattura di Santa Fe. Fino al 30 giugno, quando la divisione fu rimpiazzata, essa svolse attività di ripulitura. Il 1 luglio la divisione si spostò a Tarlac per un nuovo addestramento, per poi lasciarlo per il Giappone il 20 settembre.